# Stromness (Whiskybrennerei)
Stromness war eine Whiskybrennerei in Stromness, auf den Orkneyinseln, Schottland. Der erzeugte Brand war somit der Whiskyregion Inseln zuzuordnen.
Die Brennerei wurde 1817 von John Crookshanks gegründet. Sie wechselte häufig den Eigentümer, gelangte jedoch immer wieder in den Besitz der Familie Crookshank zurück. Zwischen Ende der 1860er Jahre und 1878 war der Betrieb geschlossen. Dann erwarben die MacPherson-Brüder die Brennerei, benannten sie um in Man O'Hoy und setzten sie wieder in Betrieb. Etwa um das Jahr 1900 gelangte die Brennerei in den Besitz des Unternehmens von McConnell, der sie bis zu ihrer Schließung 1928 leitete. In den 1940er Jahren wurden die Gebäude vollständig zerstört. Heute sind keine sichtbaren Überreste der Brennerei mehr vorhanden.
Als Alfred Barnard im Rahmen seiner bedeutenden Whiskyreise im Jahre 1886 die Brennerei besuchte, verfügte sie über eine jährliche Produktionskapazität von 7000 Gallonen. Es standen zwei Brennblasen mit Kapazitäten von jeweils 300 Gallonen zur Verfügung, in denen Malt Whisky produziert wurde.
Bis heute ist Stromness die am drittweitesten nördlich gelegene schottische Brennerei. Lediglich die noch aktiven Brennereien Scapa und Highland Park liegen 1,1 beziehungsweise 1,5 Kilometer weiter nördlich.

## Weiterführende Informationen
- Eintrag zu Stromness in Canmore, der Datenbank von Historic Environment Scotland (englisch)
- Scotch whisky. Its past and present. With colour photographs by Alan Daiches. Deutsch, London 1969, ISBN 0-233-96053-8.